# آنتونی سلیم
آنتونی سلیم (林逢生؛ زادهٔ ۲۵ اکتبر ۱۹۴۹) کارآفرین اهل اندونزی است، که هم‌اکنون بعنوان مالک و مدیرعامل گروه سلیم فعالیت می‌کند.